# Friedrich Ludwig zu Dohna-Carwinden

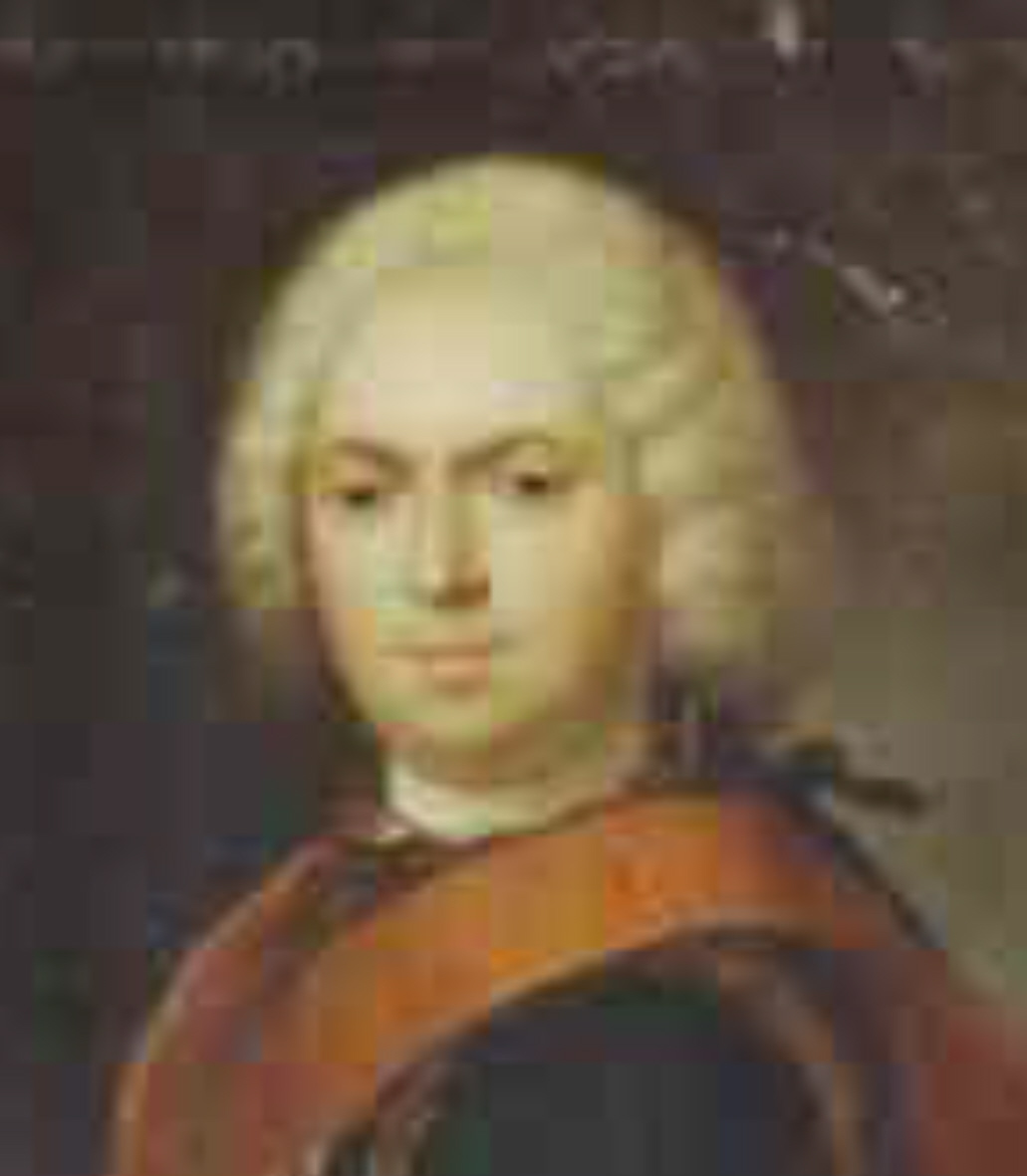
Friedrich Ludwig zu Dohna-Carwinden

Friedrich Ludwig Burggraf zu Dohna-Carwinden (* 31. August 1697 in Dresden; † 6. Januar 1749 in Wesel) war ein preußischer Generalfeldmarschall, designierter Komtur von Lagow sowie Amtshauptmann von Teidenburg-Soldau und Willemberg. Im Gegensatz zu seinen Verwandten war er mehr im diplomatischen Dienst tätig.

## Leben
Sein Vater war Friedrich Christoph zu Dohna-Carwinden (* 7. Januar 1664; † 20. Juli 1727) und seine Mutter Louise Antoinette zu Dohna (* 1. Oktober 1660; † 16. Januar 1716). Sein älterer Bruder Carl August zu Dohna-Carwinden wurde schwedischer Generalmajor.
Dohna trat 1713 in preußische Militärdienste und wurde am 28. November 1713 Oberstleutnant im Infanterieregiment „Alt-Dohna“ Nr. 4. Am 13. Juni 1723 folgte seine Beförderung zum Oberst und 1733 seine Ernennung zum Chef des Infanterieregiments „von der Mosel“ Nr. 28. In dieser Stellung wurde er dann am 15. März 1737 Generalmajor und 1742 Generalleutnant. Das Patent dazu war auf den 9. Juni 1741 datiert. 1742 wurde Dohna als Gesandter an den Wiener Hof beordert, wo er bis 1744 verblieb. In dieser Zeit tauschte er sein Regiment gegen das Infanterieregiment Nr. 44. Nach seiner Rückkehr wurde er am 11. Juni 1745 zum General der Infanterie befördert und für seine Verdienste im September 1746 zum Ritter des Schwarzen Adlerordens geschlagen.
Er erhielt am 24. Mai 1747 noch die Würde eines Generalfeldmarschalls und starb am 6. Januar 1749 in Wesel.

## Familie
Dohna war seit 1721 mit der Gräfin Wilhelmine zu Dohna-Schlobitten (* 8. Juli 1697; † 10. September 1754) verheiratet. Das Paar hatte folgende Kinder:
- Carl Emil (* 1724; † 3. Dezember 1747), Oberkonsistorialrat und Assessor in Breslau
- Friedrich Alexander Christoph (1731–1734)
- Sophia Louise (* 9. Oktober 1727; † 19. März 1749) ⚭ Franz Karl Ludwig von Wied zu Neuwied
- Charlotte Elisabeth Albertine (1733–1734)
- Louisa Carolina Henrietta Eleonore (1734–1735)
- Elisabeth Anna Sophie (1739–1740)